# دانشگاه ایالتی دیستانک
دانشگاه ایالتی دیستانک (به لاتین: Distance State University) یک دانشگاه در کاستاریکا است که در San Pedro واقع شده‌است.